# Perichlaena richardii
Perichlaena richardii là một loài thực vật có hoa trong họ Chùm ớt. Loài này được Baill. mô tả khoa học đầu tiên năm 1888.